# 48e division d'infanterie (France)
Pour les articles homonymes, voir 48e division d'infanterie.
La 48e division d'infanterie est une division d'infanterie de l'armée de terre française qui a participé à la Première Guerre mondiale.

## Création et différentes dénominations
- 3 février 1915 : création de la division d’infanterie combinée du 7e corps d’armée
- 6 février 1915 : devient 48e division d’infanterie
- janvier 1919 : dissolution

## Les chefs de la48edivision d’infanterie
- 8 février - 20 mars 1915 : général Delarue, mort pour la France le 20 mars 1915
- 21 mars 1915 - 15 septembre 1916 : général Capdepont
- 15 septembre  - 23 juillet 1917 : général Joba
- 23 juillet 1917 - 18 juillet 1918 : général Prax
- 19 juillet 1918 - janvier 1919 : général Schuhler

## Composition

### Unités
- Infanterie[1] :
  - 98e régiment d’infanterie de septembre à novembre 1918,
  - 170e régiment d’infanterie de février 1915 à décembre 1916,
  - 174e régiment d’infanterie de février 1915 à décembre 1916,
  - 412e régiment d’infanterie de septembre 1917 à juin 1918,
  - Régiment de marche de tirailleurs marocains de février 1915 à juin 1916, et de septembre à décembre 1916,
  - 1er régiment de marche de zouaves de décembre 1916 à novembre 1918,
  - 9e régiment de marche de tirailleurs de décembre 1916 à septembre 1918,
  - 2e régiment mixte de zouaves et tirailleurs de février 1915 à juillet 1918,
  - 13e régiment de marche de tirailleurs de juillet 1918 novembre 1918, par transformation du 2e régiment mixte de zouaves et tirailleurs,
  - Un bataillon du 78e régiment d’infanterie territoriale de février 1915 à novembre 1918 ;

- Cavalerie[1] :
  - 2 escadrons du 11e régiment de chasseurs à cheval de juillet 1916 à juin 1917, puis 1 escadron jusqu'en juillet 1917,
  - 1 escadron du 1er régiment de dragons à partir de juillet 1917, puis 2 escadrons à partir d'août 1917 ;

- Artillerie[1] :
  - 2 groupes de 75 du 5e régiment d'artillerie de campagne, 1 groupe de 75 du 19e régiment d'artillerie de février 1915 à juillet 1917,
  - 3 groupes de 75 du 5e régiment d'artillerie à partir de juillet 1917,
  - 12e groupe de 155 C du 111e régiment d'artillerie lourde de février à mars 1918
  - 8e groupe de 155 C du 118e régiment d'artillerie lourde à partir de mars 1918, par transformation du précédent,
  - 114e batterie de 58 du 30e régiment d'artillerie de campagne de juillet 1916 à décembre 1917,
  - 101e batterie de 58 du 5e régiment d'artillerie de campagne, de janvier à mars 1918, par transformation de la précédente.
- Aviation[2] :
  - Escadrille SPA 125 en 1918.

### Brigades
Du 3 au 6 février, la division combinée du 7e corps d'armée est constituée de deux brigades mixtes, l'un formée du 170e RI et du 170e RI bis, et l'autre (brigade mixte de zouaves et tirailleurs) du RMTM et du 2e RMZT, en plus de trois groupes d'artillerie. Ces deux brigades deviennent ensuite la 95e brigade (avec 170e et 174e RI, ex-170e bis) et la 96e.
En juin 1916, les brigades sont supprimées après le départ du RMTM, et l'infanterie divisionnaire est regroupée avec l'état-major de la 95e brigade, les deux RI et le 2e RMZT. De septembre à décembre, la division reprend son organisation à deux brigades après le retour du RMTM.
Après le départ du RMTM et des deux RI en décembre 1916, une infanterie divisionnaire est recréée avec le 2e RMZT et les 1er RZ et 9e RT de marche, venus en renfort. La division est réorganisée en septembre 1917, avec la 95e brigade constituée des 1er RZ et 9e RT de marche et la 96e brigade, constituée du 2e RMZT et du 412e RI venu en renfort, plus un bataillon du 78e RIT en réserve divisionnaire. Les brigades sont définitivement dissoutes en juin 1918.

## Historique

### 1915
- 6 – 24 février : constitution vers Montgobert[4].
- 24 février – 10 mars : transport par V.F. dans la région d'Épernay. À partir du 27 février, mouvement vers  Champigeulle (Ardennes), puis vers Recy ; stationnement[4].
- 10 – 24 mars : mouvement vers le front. Engagée, à partir du 12 mars, dans la 1re Bataille de Champagne : attaques françaises vers Le Mesnil-lès-Hurlus et la cote 196, puis occupation et organisation du terrain conquis[4].
- 24 mars – 29 avril : retrait du front et repos vers La Chaussée-sur-Marne, Courtisols et Somme-Vesle. À partir du 26 avril, transport par camions et par voie ferrée dans la région de Verdun[4].
- 29 avril – 13 mai : éléments engagés dans la  1re Bataille de Woëvre : attaque sur le bois Haut. À partir du 1er mai, occupation d'un secteur vers Trésauvaux et la tranchée de Calonne[4].

5 mai : attaque allemande vers le bois Haut.
- 13 – 17 mai : retrait du front et transport par voie ferrée dans la région de Tincques[4].
- 17 mai – 3 juin : mouvement vers le front et occupation d'un secteur vers Notre-Dame-de-Lorette et le nord d'Ablain-Saint-Nazaire[4].

23 - 27 mai : attaque française (2e Bataille d'Artois). À partir du 28 mai, mouvement de rocade et occupation d'un nouveau secteur au nord-est de Noulette.
- 3 – 10 juin : retrait du front et repos vers Houdain[4].
- 10 juin – 5 juillet : mouvement vers le front et occupation d'un secteur devant Angres[4].

16 juin : attaques françaises
17 - 18 juin : contre-attaques allemandes (2e Bataille d'Artois).
- 5 - 31 juillet : retrait du front et transport par V.F. de la région de Saint-Pol, dans celle de Longpont ; repos et travaux[4].
- 31 juillet – 19 septembre : mouvement vers le front, et, à partir du 2 août, occupation d'un secteur vers Pernant et Autrêches[5].
- 19 – 29 septembre : retrait du front et repos vers Pierrefonds[5].

27 septembre : transport par V.F. au sud de Suippes.
- 29 septembre – 9 octobre : mouvement vers le front et occupation d'un secteur à l'ouest de la ferme Navarin. Engagée dans la  2e Bataille de Champagne[5].

6 octobre : attaques françaises vers la ferme Navarin.
- 9 – 14 octobre : retrait du front et repos vers Saint-Étienne-au-Temple[5].
- 14 octobre – 22 novembre : mouvement vers le front et occupation d'un secteur au sud-est de Sainte-Marie-à-Py[5].
- 22 novembre 1915 – 25 février 1916 : retrait du front et repos vers Sarry et Vitry-la-Ville[5].

9 décembre - 1er janvier 1916 : mouvement, par Marolles et Hallignicourt vers Combles ; repos.
1er janvier - 12 février 1916 : mouvement par Neuville-sur-Orne vers Givry-en-Argonne ; repos et instruction ; travaux, à partir du 12 février. À partir du 16 février, transport par camions dans la région de Souilly ; repos.

### 1916
- 25 février – 8 mars : mouvement vers le front ; engagée, par éléments dans la Bataille de Verdun[5]

3 mars : violents combats au village de Douaumont.
- 8 mars – 11 avril : retrait du front et transport par camions dans la région de Combles, puis mouvement vers celle de Vaucouleurs ; repos[5].
- 11 – 25 avril : mouvement par Demange-aux-Eaux, Ligny-en-Barrois, Vavincourt, Pierrefitte-sur-Aire et Chaumont-sur-Aire, vers la région de Verdun[5].
- 25 avril – 11 mai : engagée à nouveau dans la Bataille de Verdun, vers la ferme Thiaumont et l'étang de Vaux : combats au bois de la Caillette et vers l'ouvrage de Thiaumont[5].

1er mai : attaque française vers le fort de Douaumont.
7 mai : violente attaque allemande.
- 11 mai – 4 juin : retrait du front ; repos vers Rosnes. À partir du 23 mai, transport par V.F. dans la région d'Épernay ; repos dans celle de Ville-en-Tardenois[6].
- 4 – 27 juin : mouvement vers le front et occupation d'un secteur entre le bois des Zouaves et l'est de Reims[6].
- 27 juin – 25 juillet : retrait du front et repos vers Damery. À partir du 11 juillet, transport par V.F. de la région d'Épernay, Dormans, vers celle de Grandvilliers. Repos vers Amiens[6].
- 25 juillet – 14 août : mouvement vers le front. Engagée, par fractions, dans la Bataille de la Somme, entre le nord de Cléry-sur-Somme et la Somme[6].

30 juillet, attaque française sur la ferme Monacu.
7, 12 août : attaques françaises au nord-est de la ferme Monacu.
- 14 août – 4 septembre : retrait du front ; repos vers Corbie[6].
- 4 – 18 septembre : mouvement vers l'est. Engagée à nouveau dans la Bataille de la Somme, entre le nord de Cléry-sur-Somme et la Somme.

4 septembre : attaque française sur Cléry-sur-Somme.
8 septembre : front porté entre le nord de Mont-Saint-Quentin et le sud de Bouchavesnes.
13 septembre : attaque française et prise de la ferme de Bois l'Abbé.
- 18 – 27 septembre : retrait du front, puis, à partir du 22 septembre, transport par voie ferrée vers la région de Nancy, Toul ; repos[6].
- 27 septembre – 31 décembre : mouvement vers le front et occupation d'un secteur entre Pont-à-Mousson et Armaucourt, étendu à droite, le 22 novembre, jusque vers Lanfroicourt, et réduit à droite, le 17 décembre, jusqu'à l'est de Nomeny[6].
- 31 décembre 1916 – 27 janvier 1917 : retrait du front ; repos et instruction au camp de Neufchâteau[6].

### 1917
- 27 janvier – 4 avril : transport par V.F. vers Frouard ; puis occupation d'un secteur vers Pont-à-Mousson et l'est de Nomeny[6].
- 4 avril – 12 mai : retrait du front ; repos et instruction vers Liverdun[6].

17 avril : éléments aux travaux vers Remenauville.
6 mai : transport par V.F., de Toul et de Frouard, vers Saint-Hilaire-au-Temple et Cuperly.
- 12 – 31 mai : occupation d'un secteur vers le mont Cornillet et le mont Blond[6].

20 - 26 mai : conquête du mont Cornillet et de ses abords (Bataille des Monts).
- 31 mai – 7 juin : retrait du front et repos vers Ambonnay ; puis transport par V.F. vers Sainte-Menehould et repos[7].
- 7 juin – 8 juillet : occupation d'un secteur entre l'Aisne et Maisons de Champagne.
- 8 juillet – 17 août : retrait du front ; repos vers Dampierre-le-Château[7].
- 17 août – 2 septembre : stationnement dans la région de Fromeréville-les-Vallons. Éléments transportés à Verdun et engagés en 2e ligne, le 20 août, dans la  2e Bataille offensive de Verdun (vers Cumières et Regniéville)[7].
- 2 septembre 1917 – 2 janvier 1918 : occupation d'un secteur entre l'ouest de Forges et la Meuse[7]

25 novembre : action locale sur les positions allemandes.
1er décembre 1917 - 2 janvier 1918 : extension du secteur, sur la rive droite de la Meuse, jusqu'à l'est de Samogneux.

### 1918
- 2 janvier – 5 avril : retrait du front, puis transport par voie ferrée, de la région de Dugny-sur-Meuse, vers celle de Joinville-en-Vallage. À partir du 21 janvier, mouvement par étapes, par Coussey, vers Charmes ; repos, puis, à partir du 5 février, travaux vers Maxéville et Custines[7].

6 mars : mouvement vers Void ; travaux.
26 mars : mouvement par étapes vers Pierry.
- 5 avril – 9 mai : transport par camions dans la région de Choisy-au-Bac, et, à partir du 10 avril, occupation d'un secteur vers Champs et Pont-Saint-Mard[7].
- 9 mai – 10 juin : retrait du front, et, à partir du 14 mai, transport par voie ferrée, de la région de Pierrefonds, dans celle de Saint-Pol ; repos[7].

3 juin, transport par V.F. vers Crépy-en-Valois ; travaux vers Nanteuil-le-Haudouin et Etavigny.
10 juin : transport par V.F. de Betz, vers Grandvillers-aux-Bois.
- 10 – 13 juin : mouvement vers le front ; à partir du 11 juin, engagée dans la Bataille du Matz : combats vers Wacquemoulin et Saint-Maur[7].
- 13 juin – 8 juillet : retrait du front et repos vers Crépy-en-Valois ; travaux[7].
- 8 – 18 juillet : occupation d'un secteur à la lisière de la forêt de Villers-Cotterêts, vers Longpont et Saint-Pierre-Aigle : combats dans cette région[8].
- 18 – 21 juillet : engagée, vers Longpont et Violaine, dans la bataille du Soissonnais (2e Bataille de la Marne) : combats de Longpont et Villers-Hélon[8].
- 21 juillet – 18 août : retrait du front ; repos vers Villers-Cotterêts, puis, à partir du 4 août, vers Ivors. À partir du 11 août, mouvement vers Retheuil et Cuise-la-Motte ; préparatifs d'offensive[8].
- 18 août – 2 septembre : mouvement vers le front ; à partir du 20 août, engagée dans la 2e bataille de Noyon : combats vers Nampcel, Blérancourt et Folembray ; franchissement de l'Ailette ; progression vers le massif forestier de Saint-Gobain, puis organisation des positions conquises, au sud de Barisis-aux-Bois[8].
- 2 – 26 septembre : retrait du front et repos vers Coulommiers. À partir du 21 septembre, transport par voie ferrée dans la région de Somme-Tourbe ; repos[8].
- 26 septembre – 16 octobre : préparatifs d'offensive. À partir du 29 septembre, engagée dans la Bataille de Somme-Py (Bataille de Champagne et d'Argonne) et son exploitation : prise de la redoute de Kreuz-Berg et prise d'Aure[8].

5 - 9 octobre : repos (sauf pour quelques éléments). Puis reprise de l'offensive ; prise des monts Chéry et de Loisy ; progression jusqu'à l'Aisne, vers Voncq et Condé-lès-Vouziers.
- 16 – 28 octobre : retrait du front ; repos vers Châlons-sur-Marne[8].
- 28 octobre – 11 novembre : mouvement vers le front, puis, à partir du 5 novembre, participation, en 2e ligne, à la Poussée vers la Meuse : progression vers Vouziers, puis vers Tourteron[8].

### 1919
Après l'Armistice, la division entre en Belgique puis au Luxembourg. Rattachée à l'Armée américaine, elle entre en Allemagne occupée. Elle est dissoute en janvier 1919.

## Rattachements
- Affectation organique[12] :

10 février 1915 : 7e corps d’armée
24 février 1915 : Isolée
Octobre 1915 :  7e corps d’armée
Mai 1917 : Isolée
- 1re armée

28 avril – 13 mai 1915
12 mars – 11 avril 1916
21 – 27 janvier 1918
9 – 25 mars 1918
- 2e armée

1er – janvier 1916
26 février – 11 mars 1916
12 avril – 22 mai 1916
30 juillet 1917 – 20 janvier 1918
- 3e armée

10 - 31 décembre 1915
5 janvier – 12 février 1916
- 4e armée

24 février – 27 avril 1915
27 septembre – 9 décembre 1915
13 – 15 février 1916
6 mai – 29 juillet 1917
5 - 11 novembre 1918
- 5e armée

23 mai – 10 juillet 1916
26 mars – 4 avril 1918
8 septembre – 4 novembre 1918
- 6e armée

6 – 23 février 1915
6 juillet – 26 septembre 1915
11 juillet – 21 septembre 1916
5 avril – 13 mai 1918
3 – 10 juin 1918
- 8e armée

2 janvier – 5 mai 1917
28 janvier – 8 mars 1918
- 10e armée

14 mai – 5 juillet 1915
14 mai – 2 juin 1918
13 juin 7 septembre 1918
- Région Fortifiée de Verdun

16 – 25 février 1916
- Détachement d'armée de Lorraine

22 septembre 1916 – 1er janvier 1917
- Groupement d’armée Mangin

11 - 12 juin 1918